# Hohlbauer Kunstgraben
Der Hohlbauer Kunstgraben ist eine ehemalige bergmännische Anlage in Johanngeorgenstadt, Erzgebirgskreis, Sachsen. Er wird in seinem westlichen Verlauf gelegentlich auch als Erzengler Kunstgraben bezeichnet.
Es handelt sich um einen ca. 3,5 km langen Kunstgraben, der aus dem Forstrevier Wildenthal aus der Nähe des Rehhübels ("Hohlbauer Kunstgraben Start") kommt und in der Nähe des Lorenzweges Zuflüsse aus dem Hohlbau-, Kranich- und Möckelseeseifen erhält. Der Hohlbauer Graben gibt sein Wasser zusammen mit dem alten und neuen Henneberger Graben und dem Seegraben in den Katheriner Graben ab ("Hohlbauer Kunstgraben Ende"). Die Anlage erfolgte unter Aufsicht des Bergamts Johanngeorgenstadt im 18. Jahrhundert. Der Graben führte den Gruben in diesem Bereich das dringend notwendige Betriebswasser zu, wurde später verpachtet, aber bereits während des Ersten Weltkrieges nur noch wenig gepflegt und letztendlich dem Verfall überlassen. Seine Reste sind heute kaum noch im Gelände zu erkennen.